# أتاناس نيكولوف
أتاناس نيكولوف هو لاعب كرة قدم بلغاري في مركز الهجوم، ولد في 21 يوليو 1977 في بلاغويفغراد في بلغاريا. لعب مع FC Minyor Pernik ‏.